# الدوري المغربي لكرة السلة
الدوري المغربي لكرة السلة هو دوري كرة السلة الاحترافي الأول في المغرب. تأسس الدوري عام 1934، ويتكون حاليًا من 12 فريقًا. يدير الدوري الجامعة الملكية المغربية لكرة السلة. البطل الحالي هو نادي الفتح الرياضي لموسم 2024–25.

## التاريخ
عرف المغرب منذ ثلاثينيات القرن الماضي رياضة كرة السلة ، حيث أنشئت بطولتها سنة 1935 وأدارتها الرابطة المغربية لكرة السلة حتى سنة 1957، عندما نظمتها الجامعة الملكية المغربية لكرة السلة.
توقفت البطولة بين عامي 2018 و2020 بسبب أزمة إدارية كبيرة داخل الاتحاد وبمناسبة جائحة كوفيد-19. قبل أن يُعلن عن بدء موسم 2020-2021 للقسم الأول والقسم الثاني للرجال والسيدات نهاية شهر فبراير 2021.
الفريق الأكثر نجاحا في القسم الأول هو الفتح الرياضي برصيد (20 لقبا)، يليه نادي الوداد الرياضي برصيد (10 مرات).

### أبرز الفرق
- جمعية سلا
- الوداد الرياضي
- الفتح الرياضي
- المغرب الفاسي
- اتحاد طنجة

## سجل الأبطال
| النادي                   | البطل | السنوات |
| ------------------------ | ----- | --- |
| الفتح الرياضي            | 20    | 1968، 1970، 1971، 1972، 1973، 1978، 1979، 1980، 1981، 1984، 1988، 1990، 1992، 1994، 1999، 2001، 2004، 2023، 2024، 2025 |
| الوداد الرياضي           | 10    | 1965، 1966، 1967، 1975، 1976، 1982، 1983، 1985، 2000، 2013                                                             |
| جمعية سلا                | 9     | 2010، 2011، 2014، 2015، 2016، 2017، 2018، 2021، 2022                                                                   |
| الاتحاد الرياضي المغربي  | 6     | 1952، 1953، 1955، 1954، 1958، 1959                                                                                     |
| المغرب الفاسي            | 5     | 1996، 1997، 1998، 2003، 2007                                                                                           |
| الراسينغ البيضاوي        | 5     | 1935، 1936، 1937، 1941، 1942                                                                                           |
| الاتحاد الرياضي البيضاوي | 4     | 1987، 1989، 1995، 2002                                                                                                 |
| اتحاد طنجة               | 3     | 1993، 2008، 2009 |
| الجيش الملكي             | 3     | 1964، 1969، 1986 |
| التحالف الرياضي البيضاوي | 3     | 1957، 1962، 1963 |
| أولمبيك خريبكة           | 3     | 1947، 1948، 1949 |
| الرجاء الرياضي           | 2     | 2005، 2006 |
| الدائرة البلدية البيضاوي | 2     | 1974، 1977 |
| A.S.P.T.T. Casablanca    | 2     | 1950، 1951 |
| B.U.S. Casablanca        | 2     | 1946، 1956 |
| سطاد المغربي             | 1     | 1934 |
| الاتحاد الفاسي           | 1     | 1945 |
| المغرب الرباطي           | 1     | 1960 |
| CC Casablanca            | 1     | 1961 |
| BMCI Club                | 1     | 1991 |
| نهضة بركان               | 1     | 2012 |

## وصلات خارجية
- الموقع الرسمي للجامعة المغربية لكرة السلة
- Marocbasket.net